# مايكل هانسن
مايكل هانسن (بالدنماركية: Michael Hansen)‏ (22 سبتمبر 1971 الدنمارك - ) هو لاعب كرة قدم دانمركي يلعب كلاعب وسط، شارك في الألعاب الأولمبية الصيفية 1992.

## وصلات خارجية
مايكل هانسن على موقع قاعدة بيانات كرة القدم.إي يو (الإنجليزية)
- مايكل هانسن على موقع أوليمبيديا (الإنجليزية)